# Granice nieskończoności
Granice nieskończoności,  ISBN 83-7180-707-4, książka fantastyczno-naukowa amerykańskiej pisarki Lois McMaster Bujold, część Sagi Vorkosiganów. Książka zawiera 3 opowiadania: Lamentowe Góry, Labirynt i Granice nieskończoności. Połączone krótką dodatkową historią w jedną całość. Miles Vorkosigan tłumaczy się w niej Simonowi Ilyanowi z wydatków poniesionych w czasie wydarzeń dziejących się w opowiadaniach.